# Diplazium macrophyllum
Diplazium macrophyllum är en majbräkenväxtart som beskrevs av Nicaise Augustin Desvaux.
Diplazium macrophyllum ingår i släktet Diplazium och familjen Athyriaceae. Inga underarter finns listade i Catalogue of Life.